# Christoffer Haagh
Christoffer Haagh (ur. 17 lutego 1987 w Thisted) – duński piłkarz i futsalista, występujący na pozycji bramkarza, reprezentant kraju.

## Życiorys
Seniorską karierę rozpoczynał w Aarhus GF, w barwach którego wystąpił w 17 spotkaniach. W 2006 roku został piłkarzem FC Nordsjælland, w kadrze którego przebywał dwa lata, nie rozgrywając żadnego meczu. W latach 2008–2010 występował w amatorskim Frederikssund IK.
Następnie skoncentrował się na karierze futsalowej. Występował w JB Futsal Gentofte, a w 2015 roku został zawodnikiem hiszpańskiego Xaloc Alacant FS. Latem 2016 roku przeszedł do Catanzaro, a po pół roku wrócił do Gentofte.
69 razy wystąpił w futsalowej reprezentacji Danii. Zagrał również w reprezentacji piłkarskiej w meczu 5 września 2018 roku ze Słowacją. Haagh wystąpił w spotkaniu wskutek protestu podstawowych reprezentantów kraju, którzy nie potrafili porozumieć się z DBU. Dania przegrała mecz 0:3, ale Haagh został pochwalony przez media za udany występ.

## Statystyki ligowe
| Sezon     | Klub            | Liga        | Mecze | Gole |
| --------- | --------------- | ----------- | ----- | ---- |
| 2003/2004 | Aarhus GF       | Superligaen | 2     | 0    |
| 2004/2005 | Aarhus GF       | Superligaen | 1     | 0    |
| 2005/2006 | Aarhus GF       | Superligaen | 14    | 0    |
| 2006/2007 | FC Nordsjælland | Superligaen | 0     | 0    |
| 2007/2008 | FC Nordsjælland | Superligaen | 0     | 0    |